# لئوپولد هافمن
لئوپولد هافمن (انگلیسی: Leopold Hofmann; ۳۱ اکتبر ۱۹۰۵ – ۹ ژانویهٔ ۱۹۷۶) بازیکن فوتبال اهل اتریش بود.
وی همچنین در تیم ملی فوتبال اتریش بازی کرده‌است.